# Closterus breviramis
Closterus breviramis är en skalbaggsart som beskrevs av Auguste Lameere 1920. Closterus breviramis ingår i släktet Closterus och familjen långhorningar.
Artens utbredningsområde är Madagaskar. Inga underarter finns listade i Catalogue of Life.